# Pfedelbach (Ohrn)
Der Pfedelbach ist ein Bach im Hohenlohekreis im nördlichen Baden-Württemberg, der nach knapp 7 km Lauf überwiegend im Gemeindegebiet von Pfedelbach zuletzt in Öhringen von links in die Ohrn mündet. Er wird am Oberlauf  Lohklingenbach,  am Unterlauf Schleifbach genannt.

## Name
Das Gewässer wird um das Jahr 1357 („gen der Pfedelbach“) erstmals urkundlich erwähnt. Das Bestimmungswort leitet sich vom oberdeutschen Wort pfedel mit der Bedeutung „Fenn-, Bruchland“ ab.

## Geographie

### Verlauf
Der Pfedelbach fließt auf 377 m ü. NHN im nördlichen Mainhardter Wald aus dem Buchhorner See am Pfedelbacher Teilort Buchhorn in nordwestlicher Richtung aus. Er wird anfangs Lohklingenbach genannt, durchläuft den kleinen Ort und tritt gleich anschließend in die Lohklinge ein, eine schmale, nordnordwestliche orientierte Waldschlucht.
Auf etwa 270 m ü. NHN verlässt er zwischen den Bergspornen Burgberg (ca. 370 m ü. NHN) links und Frauenberg (357 m ü. NHN) rechts den Wald und kehrt sich auf nordwestlichen Lauf durch eine nun breitere Talmulde zwischen deutlich niedrigeren Flurhügeln. Er fließt zunächst im Gewann Gewann Oberer Weiler zwischen einigen Teichen einer Fischzuchtanlage hindurch auf den Ort Pfedelbach zu, den er, nunmehr Pfedelbach genannt, an seinem Mittellauf durchquert. Im Dorf ist der Pfedelbach teilweise verdolt; der Kanal unterquert die Hauptstraße und fließt unter dem Marstallgebäude des Schlosses Pfedelbach hindurch, parallel zur und dann unter der Kirchgasse und tritt schließlich nördlich des Sportplatzes wieder an die Oberfläche.
Nun fließt der Bach in nördliche Richtungen und tritt bald ins Stadtgebiet von Öhringen über, wo er Schleifbach genannt und rechts von der L 1050 begleitet wird. Er fließt bald in kleinteiligen Schlängelkurven. Nachdem ihn die L 1035 gequert hat, durchläuft er den Friedhof, ab dort begleitet ihn der Schleifbachweg auch auf dem linken Randhügel. Nachdem er zwischen Häusern des Gewerbegebietes im Südwesten der Stadt durchgezogen ist und zuletzt die Herrenwiesenstraße unterquert hat, mündet er schließlich auf etwa 223 m ü. NHN von links gegenüber dem Storchsnestturm der Öhringer Altstadt in die Ohrn, die dort um die Südwestecke des Stadtkerns biegt.
Der Pfedelbach mündet nach 6,6 km langem Lauf mit mittleren Sohlgefälle von etwa 23 ‰ rund 154 Höhenmeter unterhalb des Buchhorner Sees. Etwa zwei Drittel des Gesamtgefälles durchläuft er auf weniger als einem Drittel seines Weges von dort bis zum Ende der Lohklinge.

### Einzugsgebiet
Der Pfedelbach entwässert ein Gebiet von 12,7 km² zur Ohrn, von dem etwa ein Fünftel im Norden am Unterlauf zur Stadt Öhringen gehört, während der Rest auf Pfedelbacher Gemeindegemarkung liegt. Das südliche Drittel gehört dem Unterraum Vorderer Mainhardter Wald im Naturraum der Schwäbisch-Fränkischen Waldberge an, der zwischen den Tälern von Brettach im Westen und Ohrn im Osten hier einen etwa 3 km langen Vorsprung nach Nordwesten reckt, die anderen zwei Drittel dem Unterraum Öhringer Ebene der Westlichen Hohenloher und Haller Ebene.
Das Einzugsgebiet des Pfedelbachs hat ungefähr die Gestalt einer grob nord–südlich orientierten Spindel, deren nördlichster Punkt an der Mündung nahe der Öhringen Altstadt und deren südlichster zwischen Buchhorner See und Geddelsbach dicht am Trauf des Brettachtales liegt. Das Höhenmaximum von rund 409 m ü. NHN wird an der Südostspitze über dem Buchhorner See erreicht.
Von dort aus verläuft die Wasserscheide auf diesem erst nordwestlich, dann bald nördlich am Ostrand der Eichhalde vorbei auf den östlichen Lindelberg und auf dem Kamm des Golbergs bis zum östlichen Verrenberg, wo der nordwestlichste Punkt erreicht ist. Jenseits fließt hier in geringem Abstand ungefähr parallel die Brettach zum Kocher, deren meist recht kurze rechte Nebenflüsse zwischen Geddelsbach und Bitzfeld meist direkt mit dem Pfedelbach konkurrieren.
Von diesem Punkt an verläuft die Wasserscheide lange gegen die Ohrn; zunächst ein kurzes Stück nordöstlich bis zur Mündung, hier gibt es jenseits im westlichen Öhringer Stadtgebiet keinen offenen Abfluss. Danach knickt die Scheidelinie nach Südosten und zieht bis zum Öhringer Wasserturm auf dem nördlichen Pfaffenturm, auch hier ohne unmittelbare jenseitige Konkurrenten außer der Ohrn selbst. Danach zieht die Grenze durchs östlichste Pfedelbach nach Süden bis etwa zum Pfedelbacher Wohnplatz Lerchenhof, auch hier hat wiederum die östlich recht nahe Ohrn keine manifesten Zuflüsse.
Danach schlägt die Wasserscheide um den weit oberhalb des Pfedelbachs eine Kurve nach Westen und wieder zurück, auf deren erster Hälfte sie den Kamm des Charlottenbergs nach dem Ort Heuberg ersteigt, den sie durchschneidet, um dann in deren zweiter wenig westlich der L 1050 dem Kamm des Buchhorner Nordwestsporns des Mainhardter Waldes zu folgen und über den Birkenwald wieder den südlichsten Punkt zu erreichen; unmittelbarer Konkurrent ist auf diesem gesamten Abschnitt der weit oberhalb des Pfedelbachs der Ohrn zulaufenden Baierbach.
Im Einzugsgebiet des Pfedelbachs liegen, neben einigen kleinen Siedlungsplätzen,  die Ortschaften Buchhorn, Heuberg (teilweise), Pfedelbach, Windischenbach sowie ein Sektor des südlichen Öhringen.

### Zuflüsse und Seen
Liste der Zuflüsse und  Seen von der Quelle zur Mündung. Gewässerlänge, Seefläche, Einzugsgebiet und Höhe nach den entsprechenden Layern auf der Onlinekarte der LUBW. Andere Quellen für die Angaben sind vermerkt.
Ausfluss des dort Lohklingenbach genannten Pfedelbachs auf 377 m ü. NHN aus dem 2,0 ha großen Buchhorner See.
- Merzenbächle, von rechts am Kreisel beim Pfedelbacher Sportplatz, 1,4 km und 2,0 km². Entsteht am südöstlichen Ortsrand beim Friedhof und läuft in einem Ostbogen bis zur unterirdischen Mündung, ab der Kelterstraße verdolt.
- Dengelsgraben, von rechts kurz nach dem Ende des Gewerbegebietes im Pfedelbacher Norden und dem Übertritt des Pfedelbachs auf Öhringer Gemarkung, 1,3 km und 1,0 km². Entsteht am Westhang des Pfaffenbergs aus mehreren Ästen und zieht durch die weite Hannenklinge zur Mündung.
- Windischenbach, von links an der südlichen Öhringer Gewerbezone um die Straße Am Steinsfeldle, 3,7 km und 4,5 km². Entsteht in der Holzklinge, die der im Burgberg nördlich auslaufende Bergsporn von der Lohklinge im Osten trennt.
  - (Zufluss aus Richtung der Eichhalde), von links am Südrand des Dorfes Windischenbach, 1,0 km.
  - (Zufluss vom Südfuß des Golbergs), von links in der Ortsmitte von Windischenbach, 1,1 km. Weggraben in natürlicher Mulde.
  - (Zufluss durch den Scherersgrund), von links am Südrand des Öhringer Gewerbegebietes, ca. 1,2 km.[LUBW 7] Unbeständig wasserführender Weggraben in natürlicher Mulde.

Mündung des dort Schleifbach genannten Pfedelbachs von links auf 223 m ü. NHN in die Ohrn in Öhringen an der Einmündung des Schleifbachwegs in die Herrenwiesenstraße.

### Orte und Siedlungsplätze am Lauf
Gemeinde Pfedelbach
- Ortsteil Buchhorn
- Dorf Pfedelbach

Stadt Öhringen

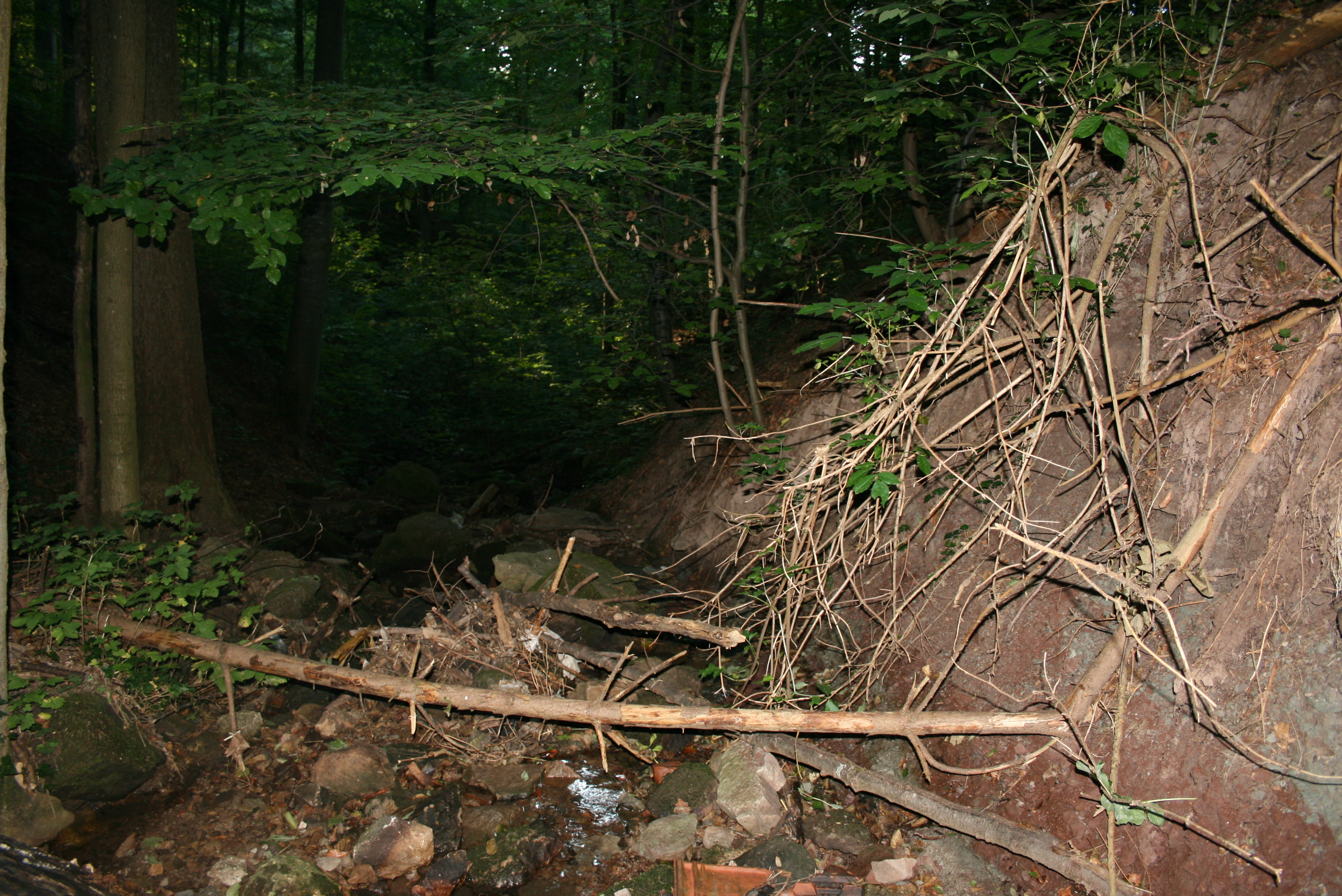
Die Lohklinge mit dem Pfedelbach (hier Lohklingenbach genannt) in Pfedelbach-Buchhorn
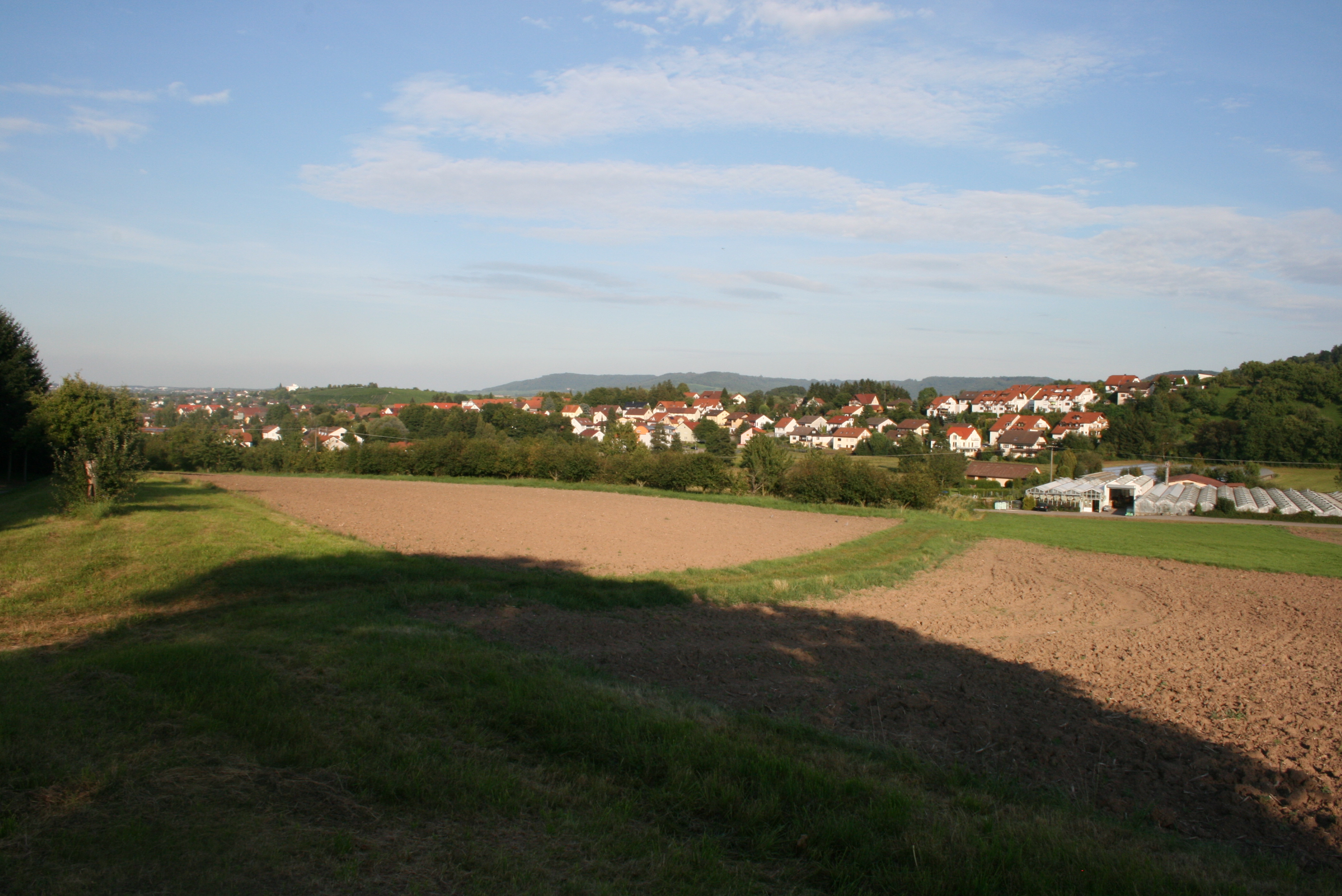
Blick vom Holzbühl auf das Gewann Oberer Weiler, im Hintergrund die Ortschaft Pfedelbach
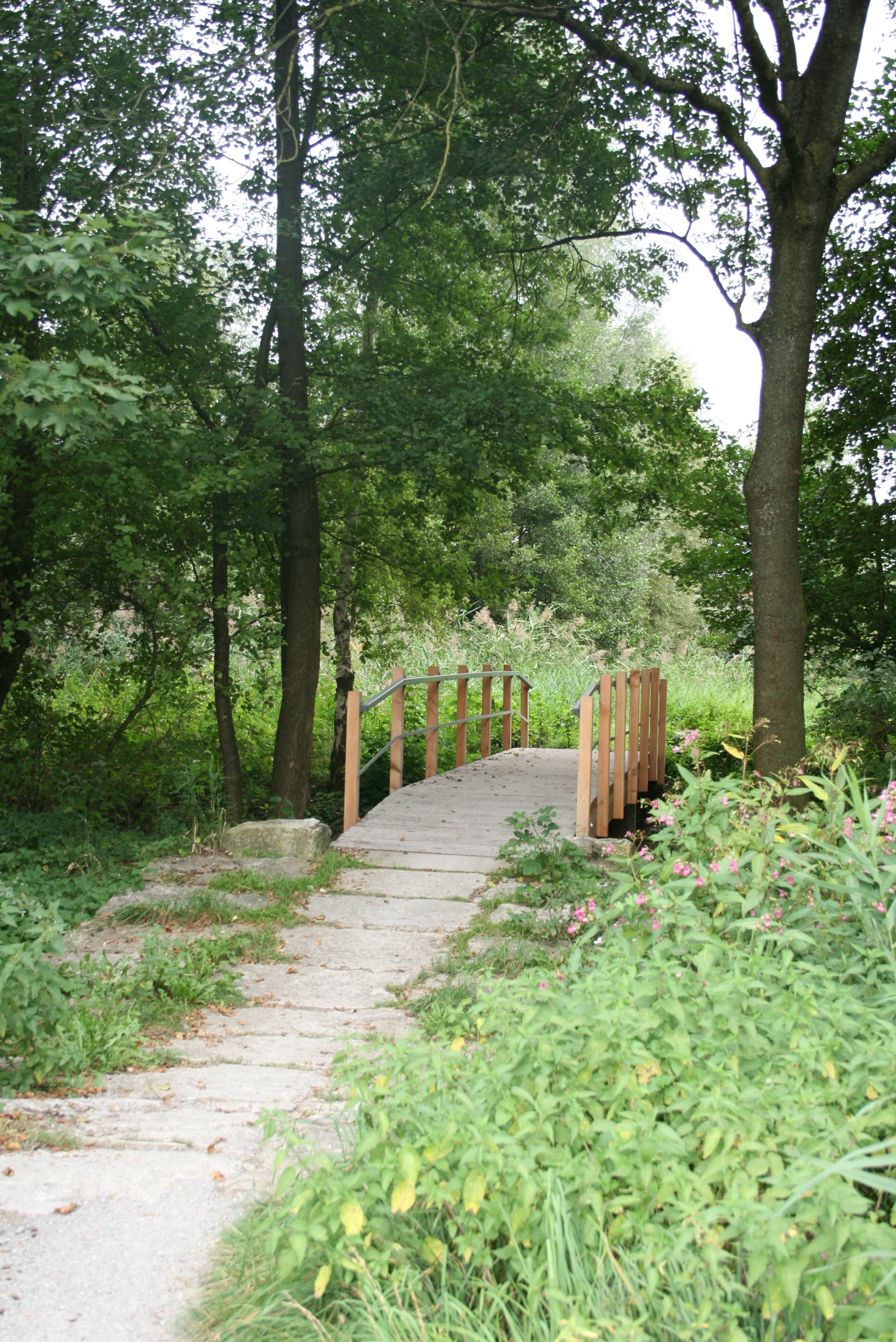
Die Brücke über den Pfedelbach am nordwestlichen Ortseingang von Öhringen
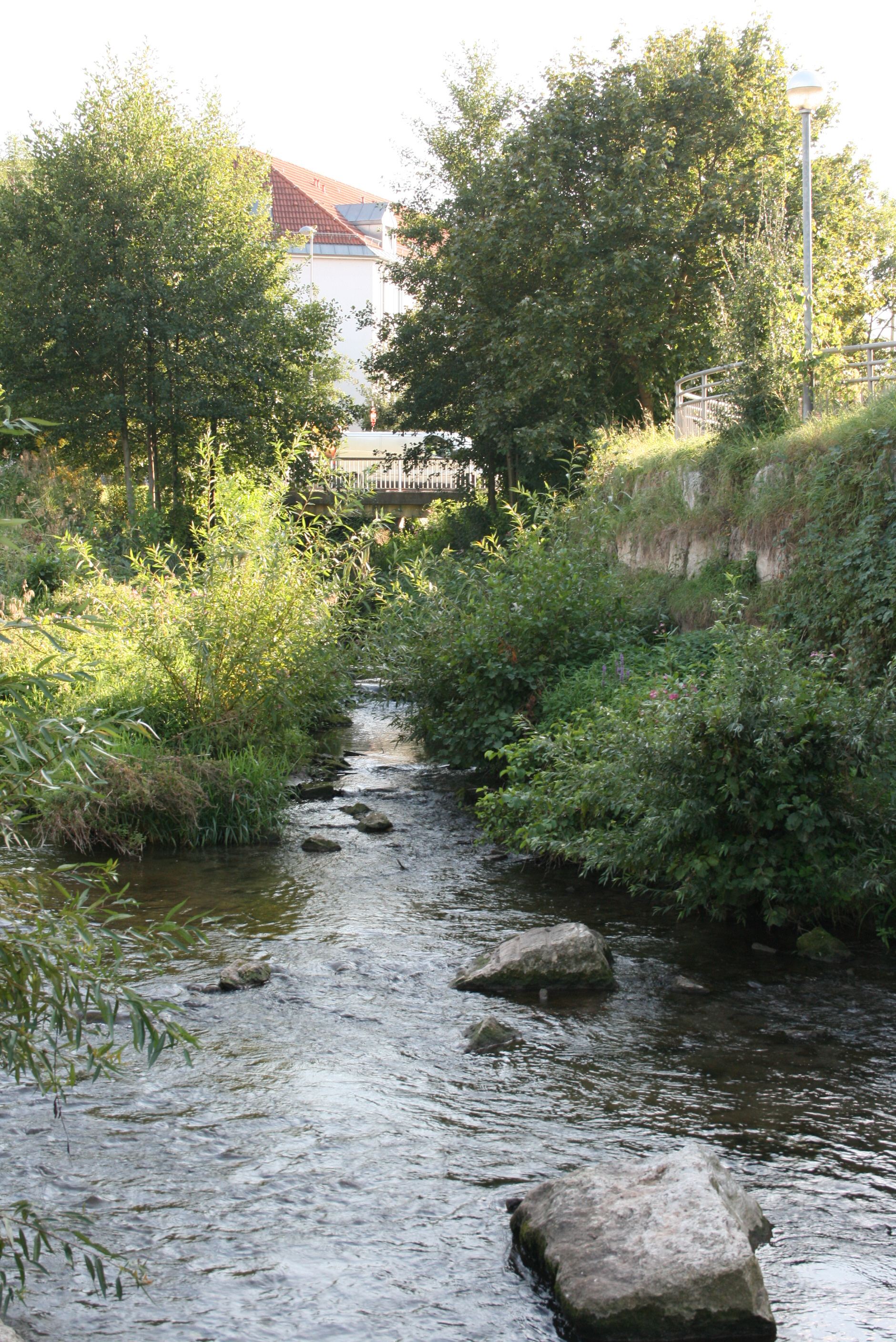
Die Mündung des Pfedelbaches (hier Schleifbach genannt) in die Ohrn in Öhringen
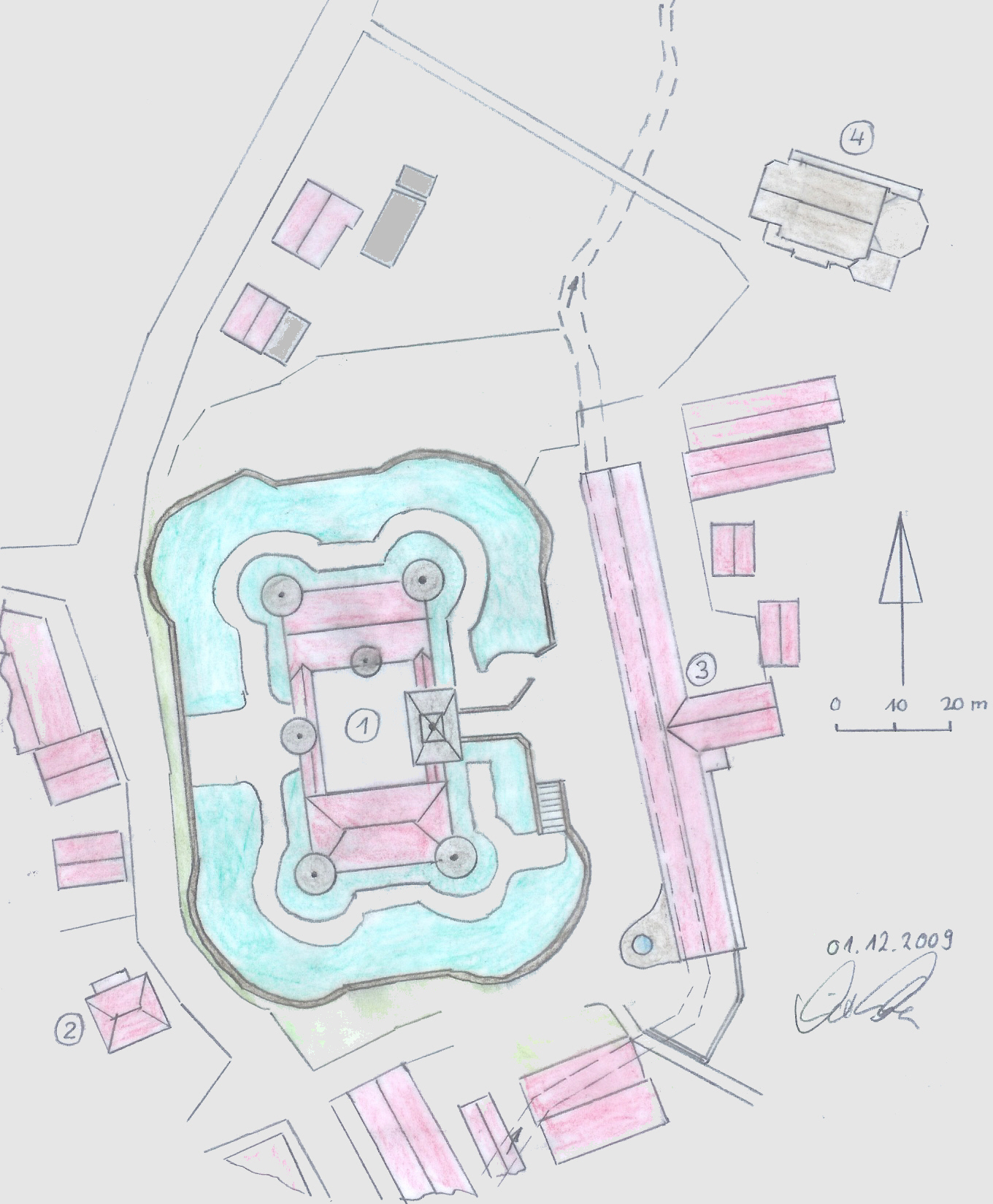
Lageplan des Schlosses in Pfedelbach mit dem Verlauf des Pfedelbaches in diesem Bereich

## Geologie
Der Buchhorner See, aus dem der Pfedelbach entspringt, liegt auf der Kieselsandstein-Hochfläche (Hassberge-Formation) der nördlichen Teile des Mainhardter Waldes. Der ausfließende Bach tritt am Beginn der Lohklinge in die Unteren Bunten Mergel (Steigerwald-Formation), in der Klinge läuft er späterhin ganz kurz durch den Schilfsandstein (Stuttgart-Formation), ehe er in deren zweiten Hälfte den Gipskeuper (Grabfeld-Formation) erreicht, in dem er dann fast bis zur Mündung verbleibt. Erst wenige hundert Meter vor dieser bedeckt in Öhringen Lettenkeuper (Erfurt-Formation) den flachen rechten Talhügel. Die Schichten auf der Hohenloher Ebene sind vielerorts von Löß überlagert, bevorzugt an den Ostabhängen in die Täler, also nach Anlieferungsrichtung in Lee. Zwischen den Zuläufen Merzenbächle und Windischenbach ist die Auenfüllung sehr breit.
Der Ursprung des Windischenbachs in der Holzklinge liegt im Unteren Bunten Mergel, alle anderen Zuflüsse zu Pfedelbach und Windischenbach beginnen erst im Gipskeuper.
Nördlich des Burgbergs streicht Schilfsandstein flächenhaft aus, weiter noch vor dem westlichen Hügel am Ausgang der Holzklinge; er bildet auch die Decken der den Keuperbergen vorgelagerten Zeugenberge Lindelberg und Golberg am Westrand des Einzugsgebietes, die sich jenseits der Wasserscheide weiter fortsetzen.

### LUBW
Amtliche Online-Gewässerkarte mit passendem Ausschnitt und den hier benutzten Layern: Lauf und Einzugsgebiet des Pfedelbachs

Allgemeiner Einstieg ohne Voreinstellungen und Layer: Daten- und Kartendienst der Landesanstalt für Umwelt Baden-Württemberg (LUBW) (Hinweise)
1. ↑  Höhe nach grauer Beschriftung auf dem Hintergrundlayer Topographische Karte.
2. 1 2 3  Höhe nach dem Höhenlinienbild auf dem Hintergrundlayer Topographische Karte.
3. 1 2  Länge nach dem Layer Gewässernetz (AWGN).
4. ↑  Einzugsgebiet aufsummiert aus den Teileinzugsgebieten nach dem Layer Basiseinzugsgebiet (AWGN).
5. ↑  Seefläche nach dem Layer Stehende Gewässer.
6. ↑  Einzugsgebiet nach dem Layer Basiseinzugsgebiet (AWGN).
7. ↑  Länge abgemessen auf dem Hintergrundlayer Topographische Karte.

### Andere Belege
1. ↑  Albrecht Greule: Deutsches Gewässernamenbuch. Walter de Gruyter, Berlin / Boston 2014, ISBN 978-3-11-057891-1, S. 402, „Pfedelbach“ (Auszug in der Google-Buchsuche).
2. ↑  Wolf-Dieter Sick: Geographische Landesaufnahme: Die naturräumlichen Einheiten auf Blatt 162 Rothenburg o. d. Tauber. Bundesanstalt für Landeskunde, Bad Godesberg 1962. → Online-Karte (PDF; 4,7 MB)
3. ↑  Geologie nach den Layern zu Geologische Karte 1:50.000 auf: Mapserver des Landesamtes für Geologie, Rohstoffe und Bergbau (LGRB) (Hinweise). Ein ähnliches Bild bietet die unter → Literatur aufgeführte geologische Karte.